# Fly on the Wings of Love
Fly on the Wings of Love är en sång på engelska, skriven av Jørgen Olsen och sjungen av Olsen Brothers. Ursprungligen sjöngs den på danska och heter då Smuk som et stjerneskud ("skön som ett stjärnfall"). Detta var Danmarks segermelodi i Eurovision Song Contest 2000 och en stor hitlåt under resten av år 2000.
I Dansbandskampen 2009 framfördes låten av Casanovas, då Eurovision Song Contest var kvällens tema i deltävlingens andra omgång.

## Listplaceringar
| Lista (2000)       | Topplacering |
| ------------------ | ------------ |
| Belgien (Flandern) | 16           |
| Nederländerna      | 45           |
| Norge              | 5            |
| Schweiz            | 17           |
| Sverige            | 1            |
| Tyskland           | 7            |
| Österrike          | 11           |